# صقلاب
الصُقْلاب أو الصِقْلاَب جنس نباتي ينتمي إلى الفصيلة الدفلية. يضم أكثر من 140 نوعاً من النباتات. ويُسمَّى ثمره الخرتع. أزهارها علقية التجميع إبطية أو هاميّة الارتكاز. بذورها مغلّفة بزغبٍ قصير ناعم التيلة يشبه الحرير.

## من أنواعه
- الصُقْلاب الأنيق (باللاتينية: Asclepias speciosa)
- الصُقْلاب الأرجواني (باللاتينية: Asclepias purpurascens)
- الصُقْلاب الباذنجاني (باللاتينية: Asclepias solanoana)
- الصُقْلاب الحزمي (باللاتينية: Asclepias fascicularis)
- الصُقْلاب الدرني (باللاتينية: Asclepias tuberosa)
- الصُقْلاب السوري (باللاتينية: Asclepias syriaca)
- الصُقْلاب الشجيري (باللاتينية: Asclepias fruticosa)
- الصُقْلاب الشعري (باللاتينية: Asclepias verticillata)
- الصُقْلاب الصوفي الثمار (باللاتينية: Asclepias eriocarpa)
- الصُقْلاب القلبي الأوراق (باللاتينية: Asclepias cordifolia)
- الصُقْلاب الكاليفورني (باللاتينية: Asclepias californica)
- الصُقْلاب المسنن الحواف (باللاتينية: Asclepias erosa)

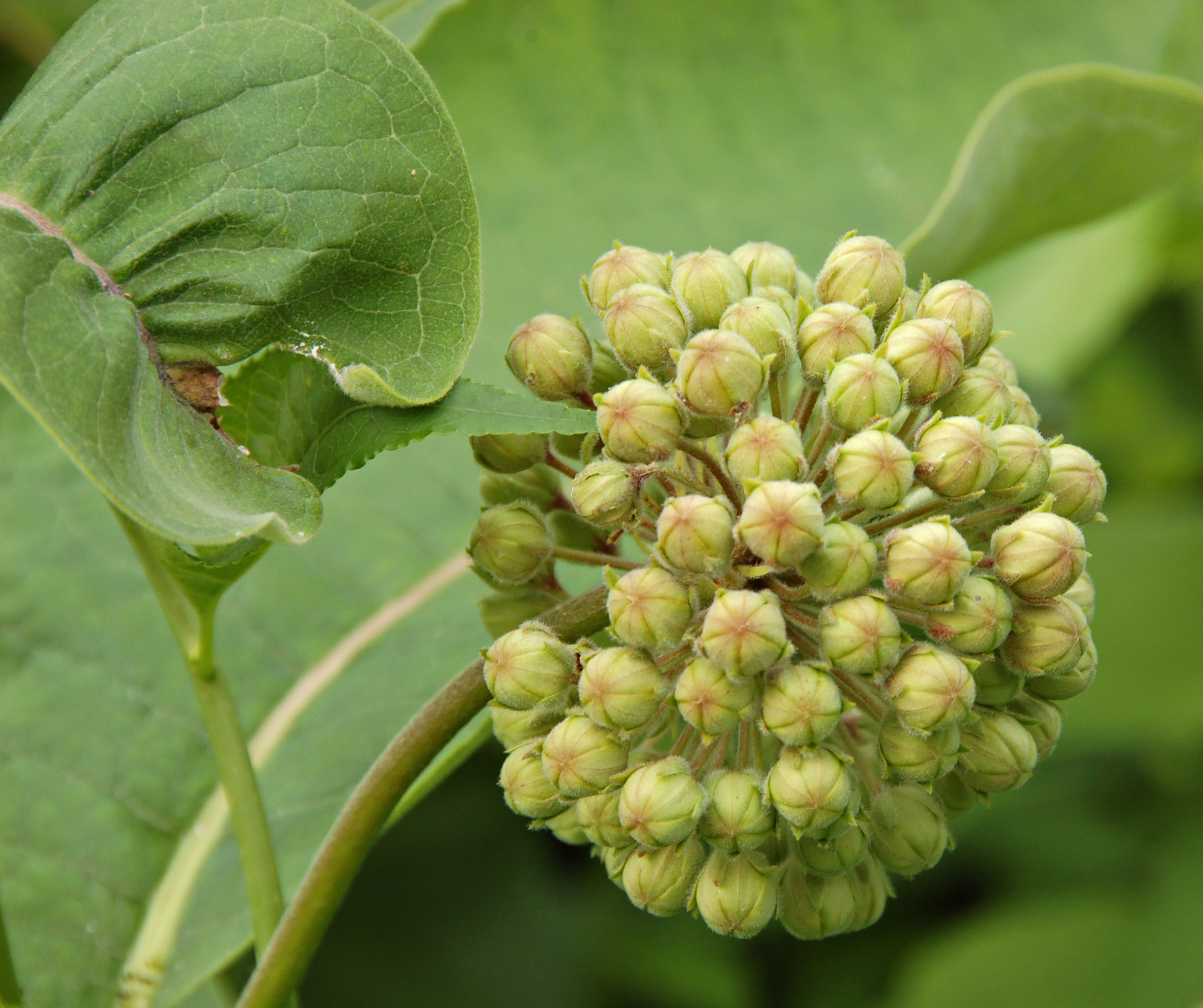
نورات الصقلاب السوري قبل تفتحها

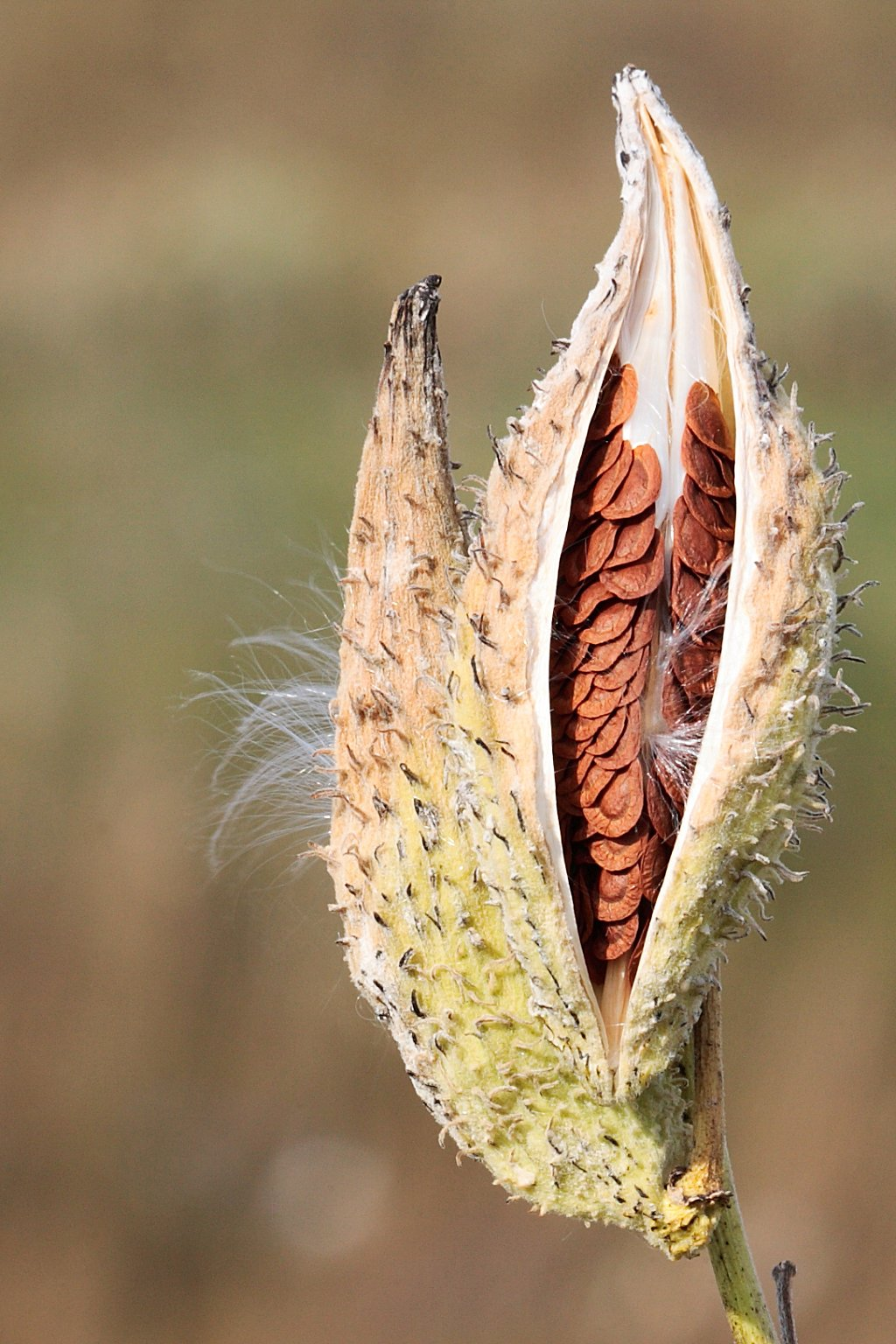
جرابية الصقلاب السوري